# Departamento de Tumbaya
Departamento de Tumbaya är en kommun i Argentina.   Den ligger i provinsen Jujuy, i den norra delen av landet, 1 400 km nordväst om huvudstaden Buenos Aires. Antalet invånare är 321.
Omgivningarna runt Departamento de Tumbaya är i huvudsak ett öppet busklandskap. Trakten runt Departamento de Tumbaya är nära nog obefolkad, med mindre än två invånare per kvadratkilometer.